# Thorne (personaggio)
Thorne è un personaggio immaginario della saga delle Cronache dei vampiri di Anne Rice. Appare per la prima volta in Il vampiro Marius.

## Vicende di Thorne
Originariamente egli era un guerriero vichingo chiamato Thornevald, che era stato mandato ad eliminare una vampira, la quale era solita uccidere gli abitanti del suo villaggio, rubando loro gli occhi. Thorne la trova e scopre che lei non ha occhi e che ha la necessità di impadronirsi di quelli delle sue vittime, per poter vedere, ma questi occhi, essendo quelli dei mortali, si consumano presto, obbligandola nuovamente a cercarne di nuovi. Questa vampira è Maharet, una delle più antiche e potenti della loro specie, la cui perdita degli occhi viene narrata nel libro La regina dei dannati.
Maharet non uccide Thorne, ma anzi lo trasforma a sua volta in vampiro, facendolo il suo compagno per un certo periodo di tempo. Presto i due vengono affiancati da altri vampiri, come l'antico Mael, che divide una difficile amicizia con Marius. Thorne però è geloso delle attenzioni che Maharet dedica agli altri della loro specie, perciò se ne va per proprio conto, finché resta imprigionato in una grotta di ghiaccio per centinaia di anni, dove nel frattempo la sua gelosia si trasforma in una vera e propria ossessione.
Thorne viene risvegliato durante gli eventi narrati ne La regina dei dannati ed entra in contatto mentale con Marius, perciò lo raggiunge. Marius, consapevole dell'ossessione di Thorne e del fatto che la potentissima Maharet lo potrebbe facilmente distruggere, cerca di evitare che i due si incontrino e gli racconta la sua storia. Thorne è particolarmente impressionato dalla storia dell'attacco brutale operato dalla setta di Santino nei confronti di Marius e di Armand a Venezia nel XV secolo. Alla fine perciò gli chiede perché in seguito Marius non si sia vendicato di Santino, ed egli gli risponde che ora Maharet governa i vampiri assieme alla sua muta sorella Mekare, e proibiscono ogni lotta o vendetta tra di loro. Thorne allora si offre di uccidere Santino al suo posto, ma Marius declina, cerca di convincerlo a dimenticare il passato e ancora cercando di evitare di fargli incontrare Maharet.
Alla fine però sono le sovrane dei vampiri ad attirare i due nel luogo recluso dove vivono, e dove molti altri vampiri sono presenti in quel momento, tra i quali proprio Armand e lo stesso Santino. Dopo un'amara discussione, Marius ammette di odiare ancora Santino, ma che non lo ucciderà per rispettare il volere delle sovrane, che non deve mai essere messo in discussione. Thorne allora assalta ed uccide rudemente Santino, quindi assalta gelosamente Maharet. Mekare giunge in aiuto della sorella e le due prendono facilmente il controllo di Thorne, il quale chiede a Mekare di donare i propri occhi a Maharet, che essendo quelli di un immortale, non avrà più bisogno di cambiarli. Mekare e la sorella accettano la sua offerta, quindi Thorne viene legato da corde fatte con i loro stessi capelli, l'unico materiale capace di trattenere un vampiro della sua potenza. Thorne è perciò destinato a restare in eterno loro prigioniero, ma ora egli è felice perché rimarrà per sempre al fianco della sua amata, che potrà vedere usando i suoi stessi occhi.